# Библейский пояс (Нидерланды)

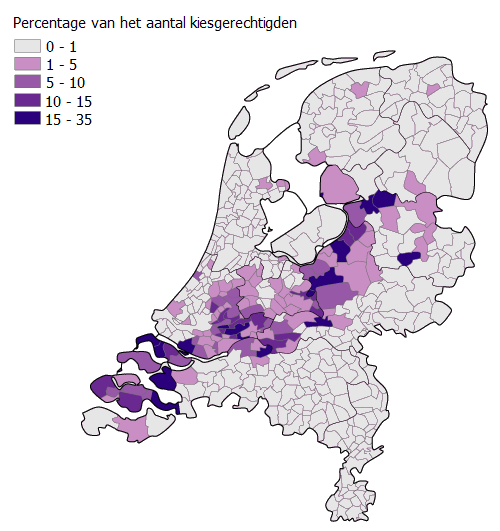
Области, где Реформатская партия (SGP) получила в 2010 году значительное число голосов, географически сильно совпадает с Библейским поясом Нидерландов.

«Библейский пояс» (нидерл. De Bijbelgordel) — регион Нидерландов с сильными консервативными протестантскими традициями. Название дано по аналогии с «Библейским поясом» в США.
«Библейский пояс» проходит в основном по территории провинций Зеландия, Южная Голландия, Гелдерланд и Оверэйсел. Три самых больших города, находящихся на территории Библейского пояса — это Эде, Венендал и Кампен. За пределами Библейского пояса есть и другие значительные общины протестантов-кальвинистов, например в Рейссене.
Некоторые общины с сильными консервативными протестантским традициями расположены за пределами пояса. Например, некоторые муниципалитеты Фрисландии, такие как Дантумадел, обладают характеристиками, типичными для Библейского пояса. Точно также Урк, который также считается одним из самых консервативных общин в стране, отделён от Библейского пояса созданным в 1942 году Нордостпольдером.
Севернее его находятся регионы, где большинство населения составляют умеренные протестанты и атеисты, южнее проживает большое число католического населения.

## История

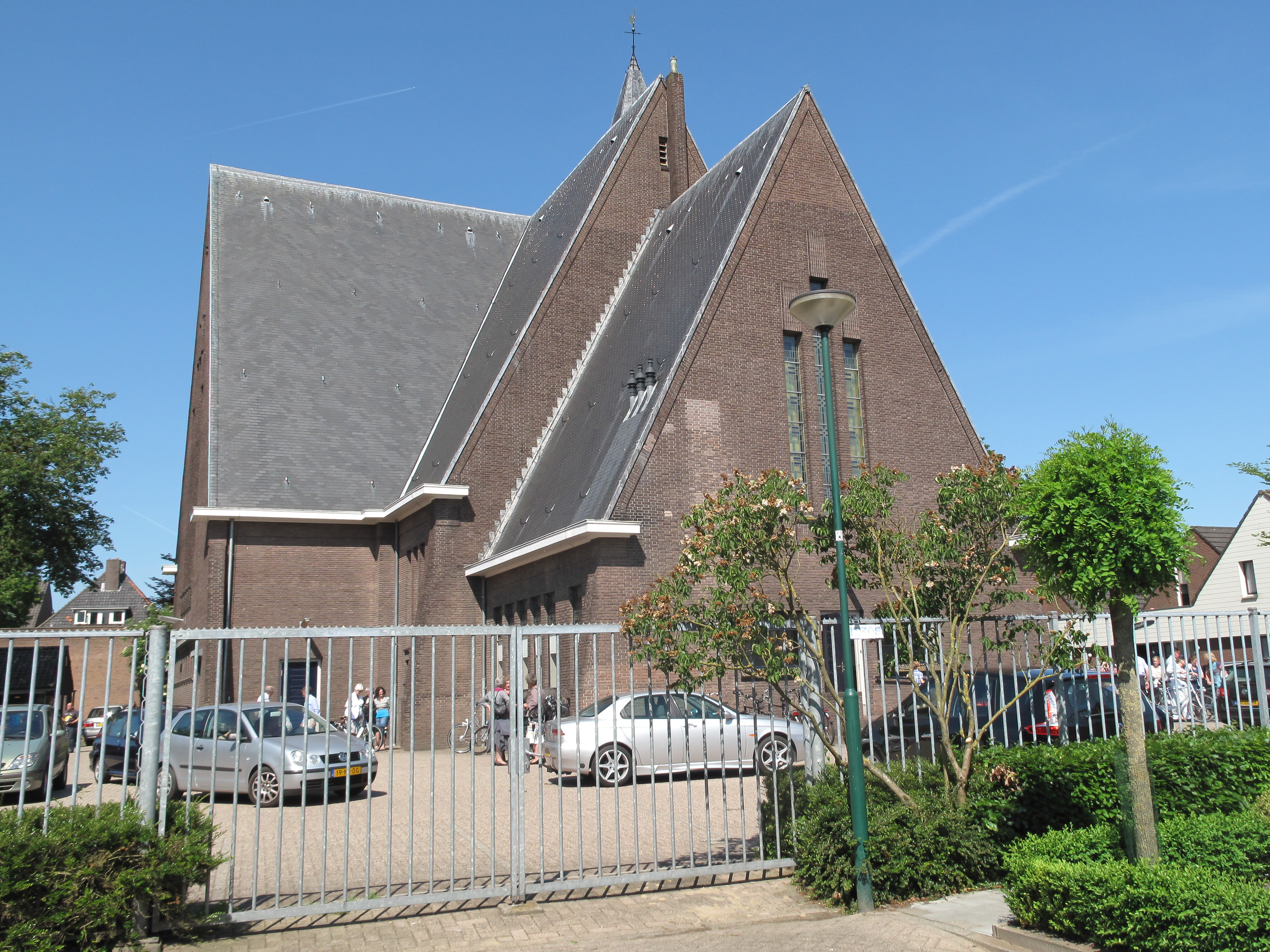
Протестантская реформатская церковь в Венендале.

Когда Фландрия и Северный Брабант были отвоёваны испанской армией во время Восьмидесятилетней войны, их жители, исповедовавшие протестантизм, были вынуждены либо перейти в католицизм, либо переехать. Многие эмигрировали к северу от границы, особенно во время Двенадцатилетнего перемирия 1609—1621 годов. Многие из переселенцев впоследствии стали сторонниками пиетистского движения, известного как nadere reformatie (дальнейшее реформирование).
После раскола 1832 года, известного как Afscheiding («Сецессия») и раскола 1886 года Doleantie («Скорбь»), которым руководил Абрахам Кейпер, они покинули основную часть Нидерландской реформатской церкви и основали свои собственные, более консервативные общины. Наиболее известными из них являются Христианские Реформатские Церкви и Реформатские общины Нидерландов («Gereformeerde Gemeenten»), известных под неформальным названием zwarte-kousenkerken («церкви в чёрных чулках»).
Библейский пояс отличается во многих аспектах (среди них регулярное посещение церкви — часто дважды по воскресеньям) как от традиционно католических провинций Северный Брабант и Лимбург на юге, где церковь по воскресеньям посещают в среднем от 2 % до 3 % населения так и от северных частей Нидерландов, населённых в основном протестантами, где уровень посещаемости церкви столь же низкий.

## Жизнь и традиции
Церковь играет важную роль в жизни общин Библейского пояса, и местные жители, как правило, выступают против либеральной политики голландского общества, в таких вопросах как эвтаназия, права ЛГБТ, допустимость абортов, проституции и порнографии. Например, в Стапхорсте запрещена ругань, женщины носят только юбки или платья, а банкоматы не работают по воскресеньям. В общинах Библейского пояса сильный религиозный тон сопровождается консервативным мировоззрением, предпочтением больших семей (в регионе относительно высокий уровень рождаемости) и упором на традиционные ценности. Одним из аспектов сообщества Библейского пояса, привлекшего в последние годы внимание голландской общественности (когда возникла обеспокоенность по поводу эпидемии кори), является недоверие родителей к государственным программам вакцинации.
Библейский пояс обеспечивает поддержку небольшим христианским партиям, таким как Реформатская партия и Христианский союз.